# Vorsino
Vorsino (en rus: Ворсино) és un poble de l'óblast de Kaluga, a Rússia, que en el cens del 2010 tenia 1.684 habitants, pertany al districte de Bórovsk.